# Lycée Paul-Claudel-d'Hulst
Pour les articles homonymes, voir PCH.
Le collège-lycée Paul-Claudel-d'Hulst, régulièrement abrégé sous l'acronyme PCH, est un établissement secondaire privé sous contrat d'association avec l'État. Situé dans le 7e arrondissement de Paris, il est issu de la fusion de deux établissements préexistants, Paul-Claudel et le collège d'Hulst. Il s'étend donc sur deux sites géographiquement distincts, nommés petit Villars (118-120, rue de Grenelle) et Narbonne-Pelet (21, rue de Varenne). Sous tutelle diocésaine, il accueille des élèves de la sixième à la terminale et revendique une éducation catholique.
La section collège de l'établissement est en partie classée, en partie inscrite au titre des monuments historiques, respectivement pour les boiseries Régence des salles d'apparat et pour l'aile bâtie par Claude Louis Hector de Villars au XVIIIe siècle.

## Histoire

### Section petit Villars

#### Genèse du site rue de Grenelle

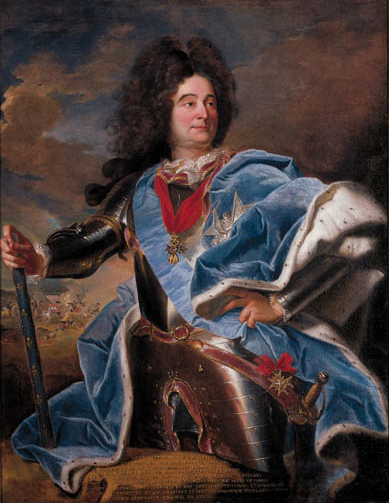
Claude Louis Hector de Villars, duc et maréchal de France.

En 1717, le duc et pair de France Claude Louis Hector de Villars, maréchal de Louis XIV, décide l'édification d'une aile annexe à l'ouest de son hôtel particulier, dès lors appelée petit hôtel de Villars. Passée de main en main, cette dernière prend son indépendance de l'hôtel principal en 1849, lorsque, acheté par la marquise de Portes, il se métamorphose pour devenir une véritable demeure parisienne : sont alors ajoutées ou transformées les ailes Est et Ouest, qui flanquent l'aile principale, ainsi que l'aile Sud, ouverte sur la rue de Grenelle — les bâtiments n'ont pas été modifiés depuis. L'hôtel est ensuite vendu à la famille Cahen d'Anvers puis au marquis de La Ferronays et accueille, entre 1945 et 1952 les Anciens de la 2e division blindée du maréchal Leclerc de Hauteclocque. Le site obtient sa reconnaissance en tant que monument historique en 1954.

#### Sainte-Marie-des-Invalides
Installée dans les lieux depuis 1952 sous la direction de la communauté apostolique Saint-François-Xavier, l'institution de jeunes filles Sainte-Marie-des-Invalides (aujourd'hui Sainte-Marie de Neuilly) achète finalement l'hôtel en 1961, conservant encore aujourd'hui sa propriété. Cette communauté, fondée en 1912 par Madeleine Daniélou dans le but de retranscrire dans un environnement catholique les préceptes qu'elle avait reçus au collège Sévigné, est particulièrement investie dans l'enseignement, et ce jusqu'à aujourd'hui.  Le premier établissement éducatif qui prend ainsi place au petit hôtel de Villars accueille déjà une population aisée et bourgeoise, habitant principalement dans le 7e arrondissement de Paris, à l'exemple de l'actrice Anémone, de la femme politique Anne-Marie Idrac, de la productrice Fabienne Servan-Schreiber ou encore de la journaliste Colombe Pringle.

#### Paul-Claudel

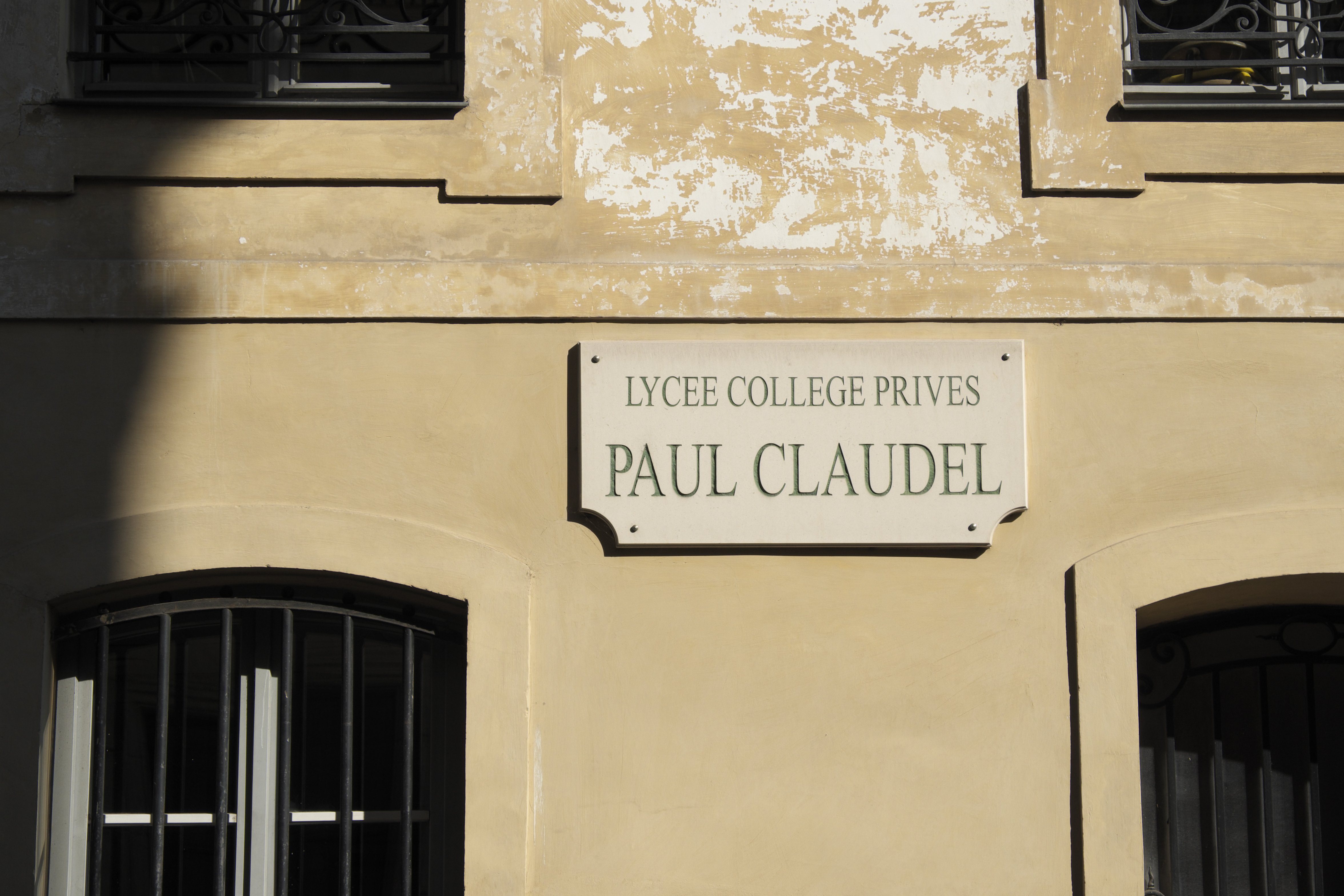
Plaque indiquant l'ancien lycée Paul-Claudel.

En 1980, la communauté se retire et laisse place à un nouvel établissement. Celui-ci fusionne avec le Cours Maupré (du nom des demoiselles Maupré, fondatrices du cours), école de jeunes filles jusqu'ici tenue par des religieuses dominicaines au 71, rue de Grenelle. Cette adresse a notamment vu passer, en tant qu'élèves, la Première dame de France Bernadette Chirac, l'actrice Agnès Soral, l'humoriste Sylvie Joly et la femme d'affaires Claire Dorland-Clauzel. Nommé d'après l'écrivain catholique Paul Claudel, le nouveau collège-lycée devient mixte et conserve les élèves et professeurs de Sainte-Marie-des-Invalides ; malgré les offres de rachat par des investisseurs privés, il se maintient grâce au soutien des institutions publiques.

### Section Narbonne-Pelet

#### Genèse du site rue de Varenne

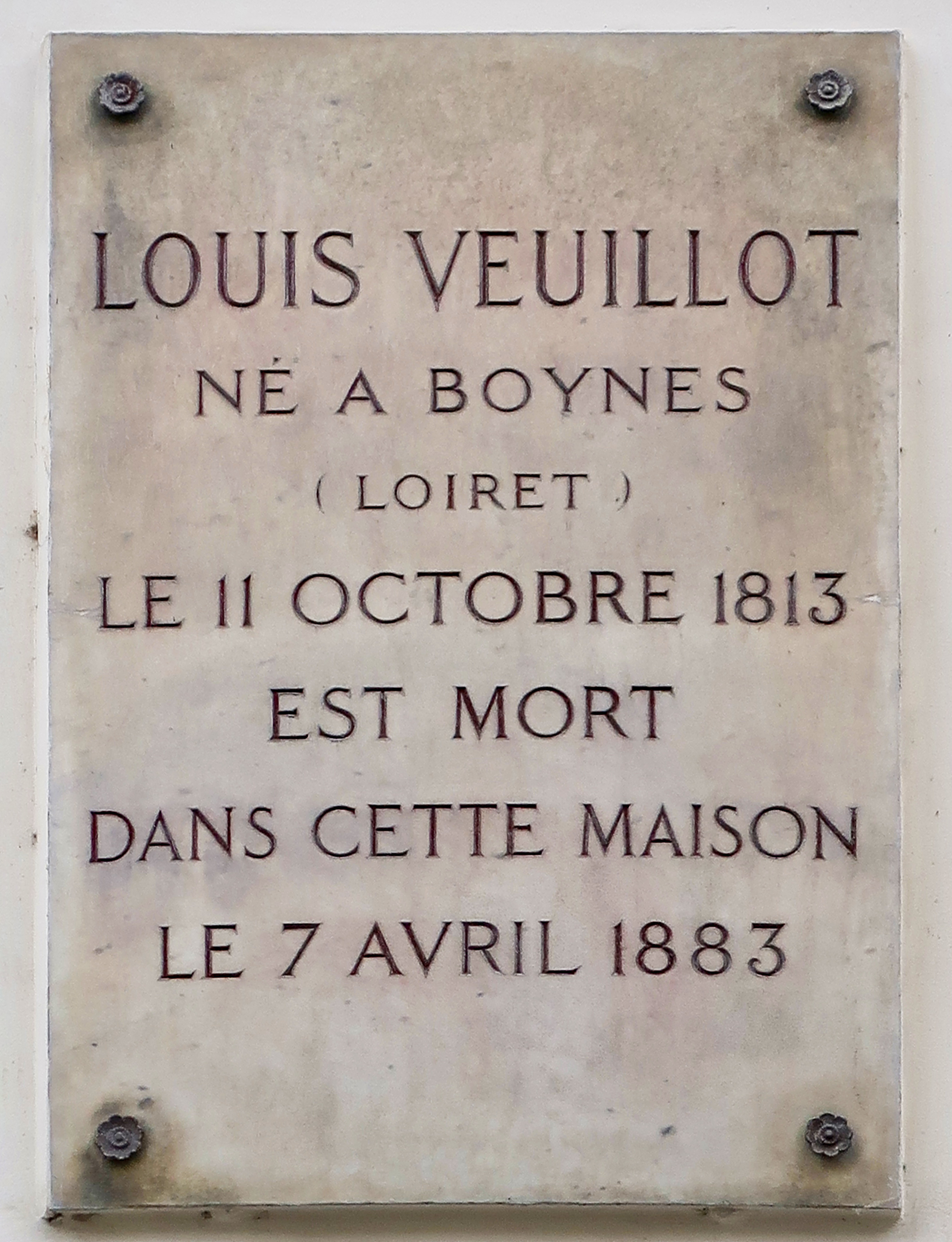
Plaque commémorative de la mort de Louis Veuillot en 1883 (façade de la section Narbonne-Pelet).

En 1678, Sébastien François de La Planche, issu d'une famille de tapissiers flamands qui a donné son nom à la rue de La Planche, voisine de l'hôtel, fait construire une première demeure, dans un faubourg Saint-Germain alors naissant. Vendue en 1697 au marquis de Saint-Gelais, elle est remplacée dès 1704 par un hôtel particulier dans le mode structurel et architectural caractéristique du noble faubourg. Y résident alors successivement le maréchal marquis Yves d'Alègre, à partir de 1725, et la duchesse douairière Geneviève Marie de Lauzun, veuve du duc Antonin Nompar de Caumont. Il passe ensuite, par héritage, au baron Charles Bernard Martial de Narbonne-Pelet (1720-1775), à la mort duquel l'hôtel est séparé en deux parties, l'hôtel de Saint-Gelais (aujourd'hui 23, rue de Varenne) et l'hôtel de Narbonne-Pelet proprement dit, qui apparaît alors pour la première fois. Il se conserve dans cette même famille jusqu'à la fin du XIXe siècle, passant notamment par le diplomate et pair de France Raymond Jacques Marie de Narbonne-Pelet. L'hôtel est transformé en appartements bourgeois en 1845 et accueille, à partir de 1872, le polémiste catholique Louis Veuillot, dont une plaque sur la façade de l'établissement rappelle la présence et la mort en 1883. Une première école de jeunes filles, le cours Faber, du nom des possesseurs de l'hôtel, s'ouvre en ces lieux à partir de 1909.

#### Collège d'Hulst
Avec le concours du cardinal Alfred Baudrillart et de legs privés, Jenny Pimor, ancienne élève de l'Institut catholique de Paris, fonde un premier collège d'Hulst à Paris en 1914, rue Dante puis quai du Marché-Neuf. Il est nommé d'après Mgr d'Hulst, premier recteur de l'Institut catholique de Paris. Il s'agit alors d'un collège de jeunes filles (quoiqu'en réalité déjà partiellement mixte), quasi exclusivement fréquenté dès cette époque par la haute bourgeoisie, si bien qu'il est surnommé « collège des deux cents familles ». Le titre de « collège » est alors illégal dans l'enseignement privé, bien que toléré. L'établissement, qui obtient en 1927 le statut d'établissement secondaire reconnu par l'État, ouvre de nombreuses succursales en France comme à l'étranger, jusqu'à racheter le Cours Faber en 1933. L'essor de l'institution s'essouffle cependant dans les années qui suivent et les diverses implantations ferment progressivement, entre 1939 et 1968, à l'exception de deux d'entre elles : celle de Versailles, qui prend alors son autonomie pour devenir l'actuel lycée Saint-Jean-Hulst, et celle de la rue de Varenne, qui continue à exister sous le même nom jusqu'en 2016.
Parmi les personnes notoires qui ont côtoyé le collège d'Hulst, on compte, comme professeurs, Marie Pila et Daniel Pennac, qui a puisé dans cette expérience l'inspiration de son essai Comme un roman ; Claire Dorland-Clauzel, la comédienne Dominique Prado et l'écrivaine Juliette Benzoni, en tant qu'élèves ; ainsi que la résistante Rosemonde Pujol, surveillante dans l'établissement.

### Fusion et sociologie du nouvel établissement

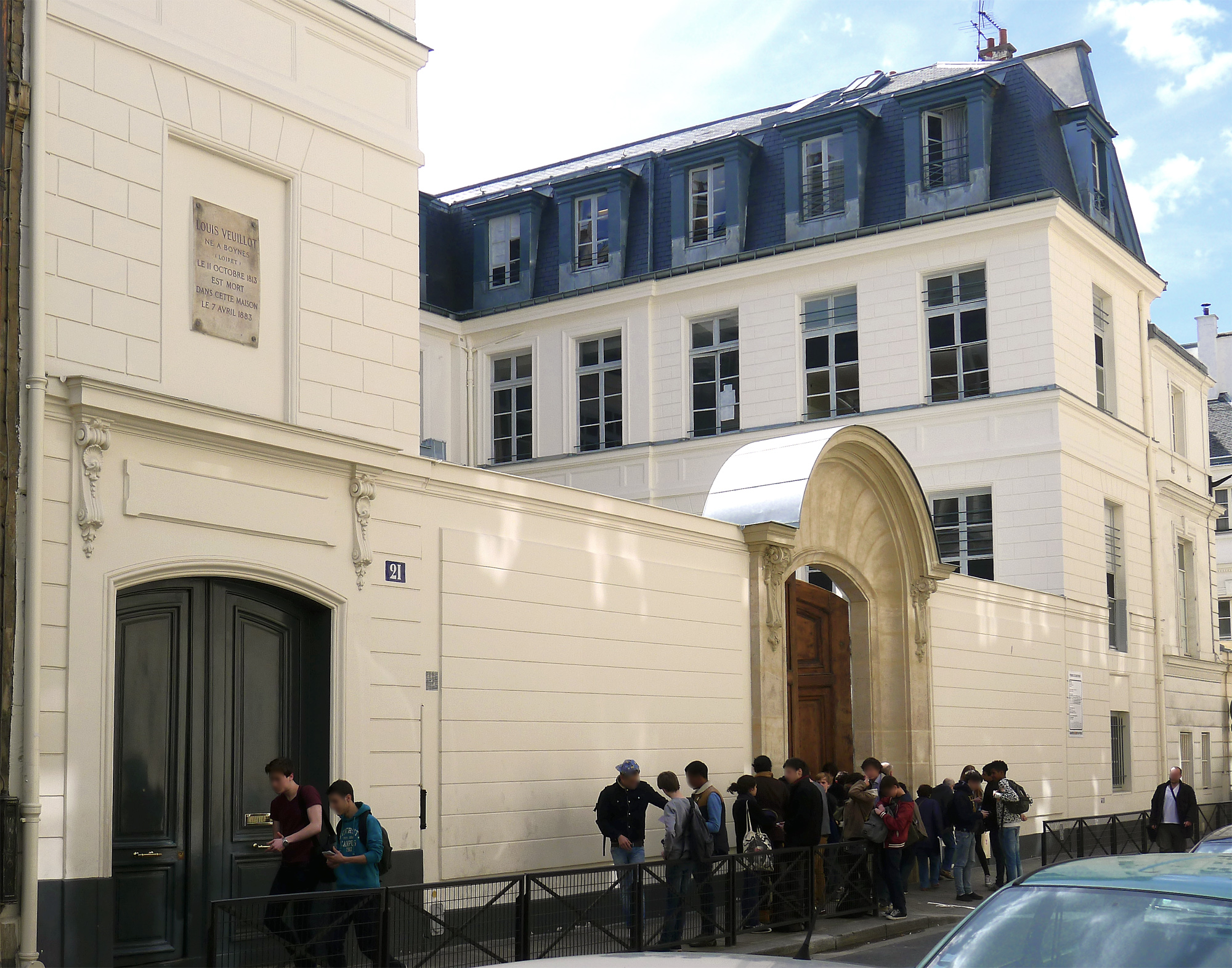
Façade et portail de la section Narbonne-Pelet, rue de Varenne.

En 2016 s'opère la fusion des deux établissements, préparée de longue date par des projets communs, et pour laquelle l'ancien collège d'Hulst est intégralement réaménagé, avec la construction d'un nouveau bâtiment en fond de jardin sur l'emplacement d'une ancienne annexe vétuste donnant sur la rue de Narbonne. Aurélien Régnier, directeur du collège d'Hulst, prend alors les rênes des l'établissement ainsi fusionné sous le nom de Paul-Claudel-d'Hulst. Les 21 classes de Paul-Claudel (trois classes à tous les niveaux) et les 14 classes du collège d'Hulst (une par niveau au collège, quatre en seconde, trois en première et en terminale) se mêlent alors pour former les 35 classes actuelles de l'établissement.
Du fait de la différence de niveau scolaire initiale entre les deux ensembles scolaires (33e pour Paul-Claudel, 153e pour le collège d'Hulst en 2015), le lycée connaît une certaine hétérogénéité interne, depuis résorbée. Les profils respectifs des deux établissements se distinguent en effet nettement : le collège d'Hulst se caractérise par des élèves de niveau très divers tandis que Paul-Claudel est plutôt marqué par une attente d'excellence dans les résultats de l'enfant. Majoritairement issus de milieux fortunés, ses élèves ont cependant des niveaux très disparates.

### Chefs d'établissement
- Isabelle de Nanteuil (Paul-Claudel, 2002-2016) ;
- Aurélien Régnier (collège d'Hulst, 2014-2016 ; Paul-Claudel-d'Hulst, 2016-2017) ;
- Alexandrine Lionet (Paul-Claudel-d'Hulst, 2017-2021) ;
- Laurence de Nanteuil (Paul-Claudel-d'Hulst, depuis 2021).

## Enseignement

### Effectifs
Outre une équipe d'environ 85 professeurs et 35 salariés, l'établissement compte environ 1050 élèves. En raison du passage de quatre à sept classes entre le collège et le lycée, une grande partie des élèves de seconde proviennent d'autres établissements parisiens, tels Stanislas ou Victor-Duruy.
| Collège (section petit Villars) | 6e   | 4 classes ~ 120 élèves | 16 classes ~ 480 élèves |
| Collège (section petit Villars) | 5e   | 4 classes ~ 120 élèves | 16 classes ~ 480 élèves |
| Collège (section petit Villars) | 4e   | 4 classes ~ 120 élèves | 16 classes ~ 480 élèves |
| Collège (section petit Villars) | 3e   | 4 classes ~ 120 élèves | 16 classes ~ 480 élèves |
| Lycée (section Narbonne-Pelet)  | 2de  | 6 classes ~ 180 élèves | 18 classes ~ 540 élèves |
| Lycée (section Narbonne-Pelet)  | 1re  | 6 classes ~ 180 élèves | 18 classes ~ 540 élèves |
| Lycée (section Narbonne-Pelet)  | Tale | 6 classes ~ 180 élèves | 18 classes ~ 540 élèves |
| ~ 1 000 élèves — 34 classes     |      |                        |                         |

### Projets et mise en valeur
Le lycée mène divers projets :
- le concours d'éloquence Oratoria (« art oratoire » en latin), où les élèves peuvent présenter un texte choisi, qu'ils déclament, pour ensuite participer, s'ils sont sélectionnés, à une épreuve finale de controverse. Le jury de cette épreuve de controverse accueillait la sénatrice Agnès Evren en 2024 et la maire du 7e arrondissement de Paris et ministre de la Culture Rachida Dati en 2025 ;
- le concours de culture générale Genius, au cours duquel des équipes composées de 2 élèves de chaque niveau s'affrontent jusqu'à ce qu'une équipe devienne finaliste, phase où les élèves jouent désormais individuellement, afin qu'il ne reste qu'un vainqueur ;
- la campagne de mécénat Construire 2025, qui vise à récolter des fonds à hauteur de 3 millions d'euros pour restaurer les salles de petit Villars classées monument historique, se procurer des équipements techniques et réhabiliter certains espaces de l'établissement, inaptes à la présence de classes ;
- les conversations Ariane, conçues par l'homme d'affaires Christian Streiff, où des parents d'élèves viennent présenter leur métier pour proposer des pistes d'orientation professionnelle ;
- sur le plan spirituel de cet établissement catholique, le Frat est proposé aux lycéens et aux collégiens.

## Galerie

### Petit Villars

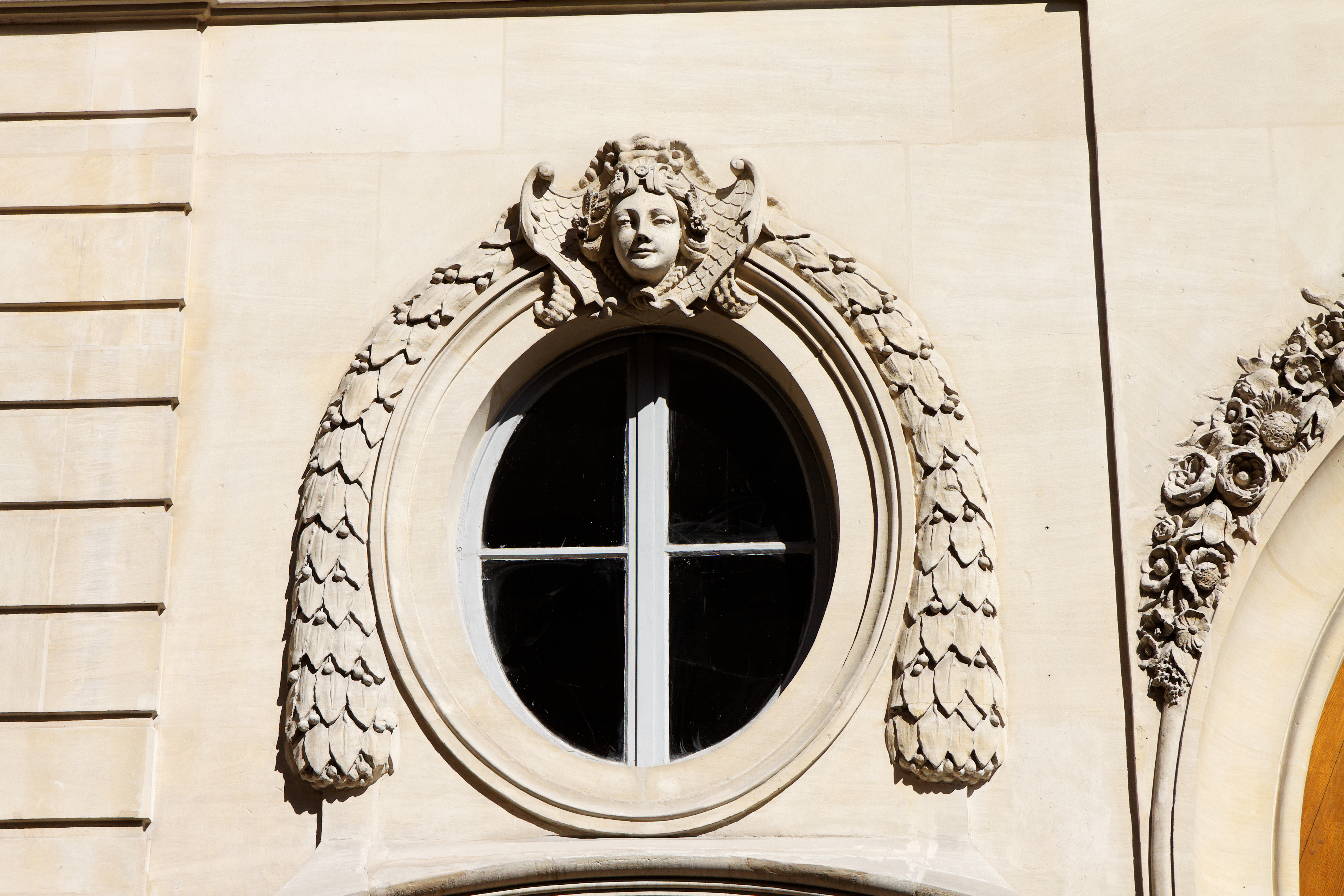
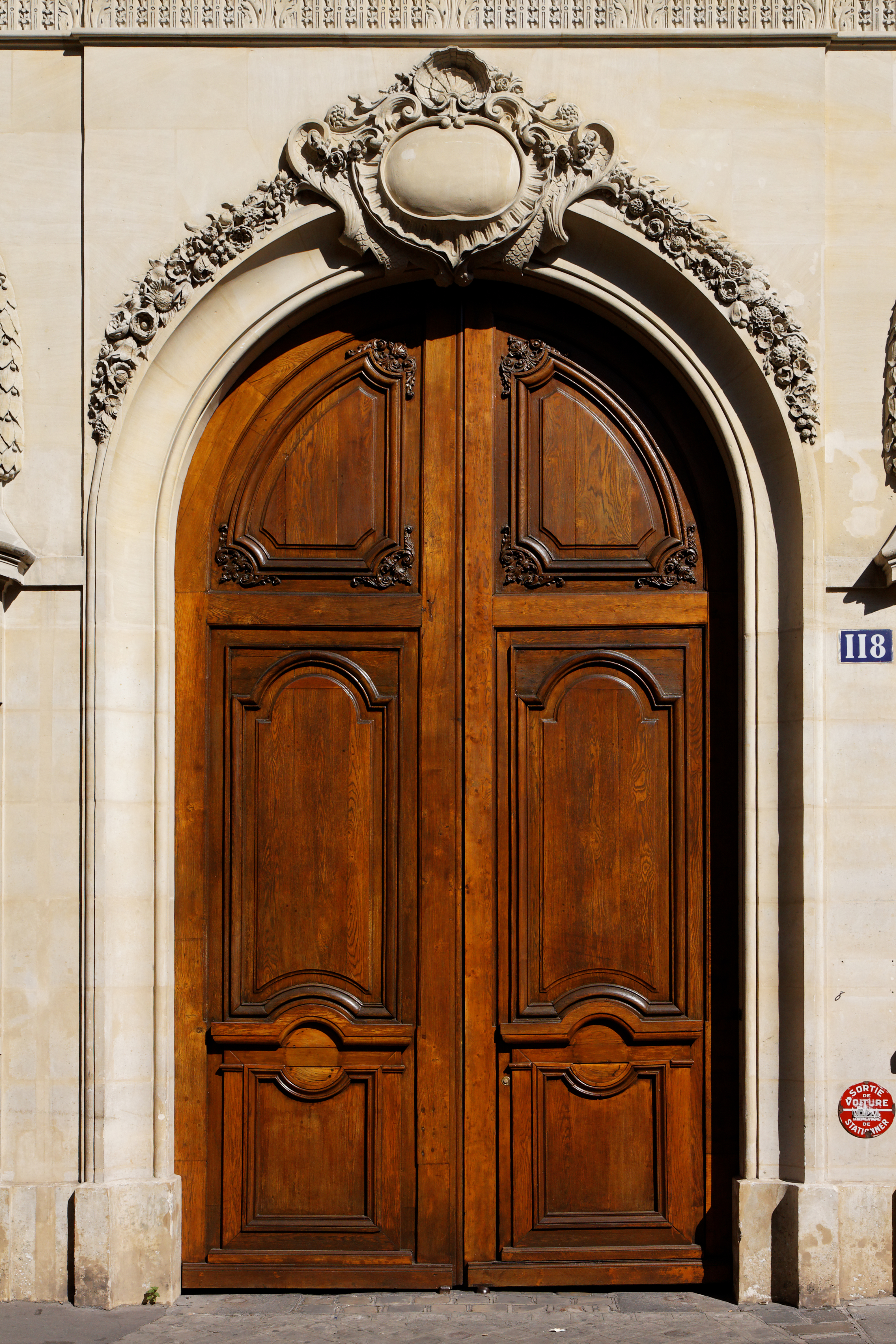
Porte du petit hôtel de Villars.
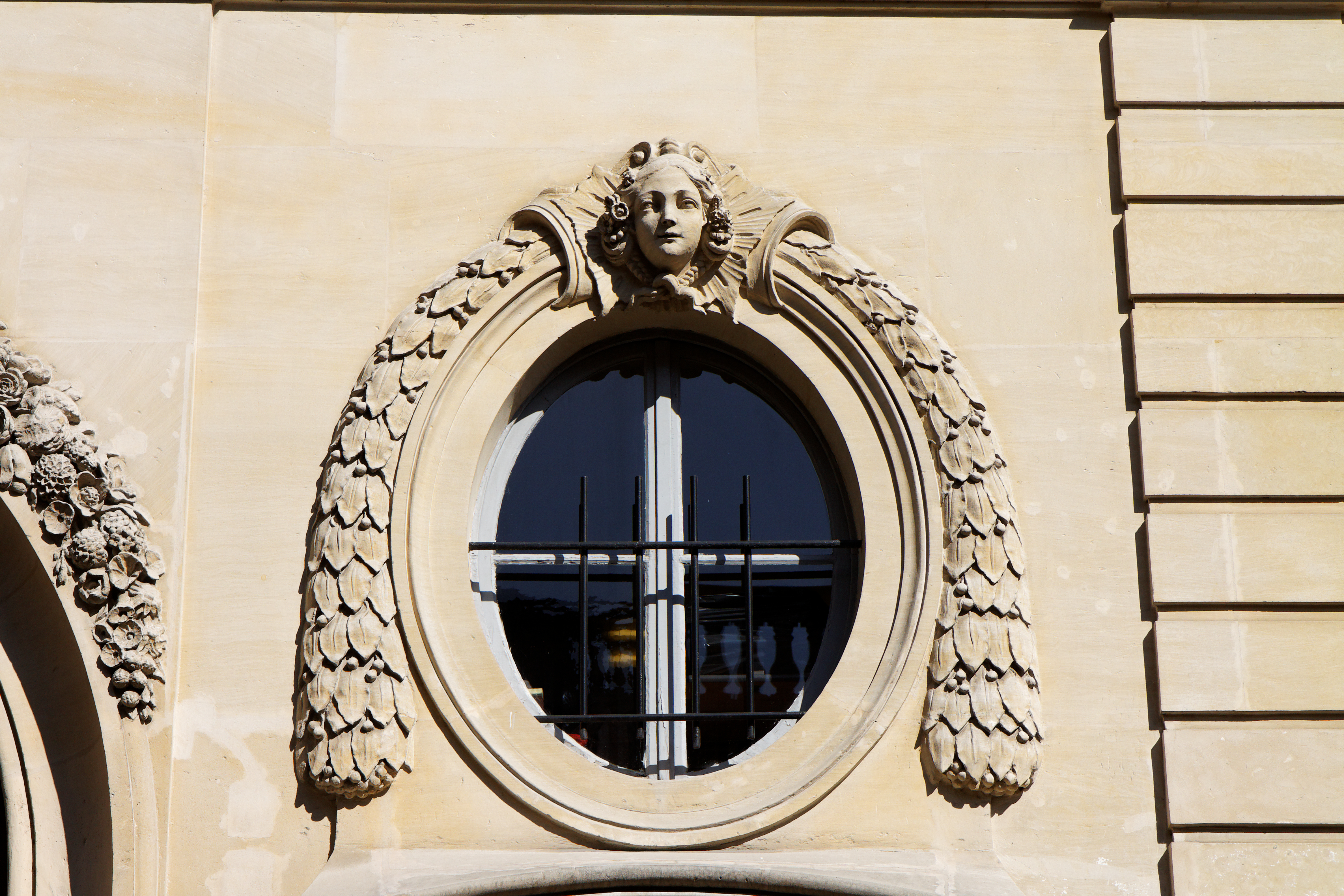
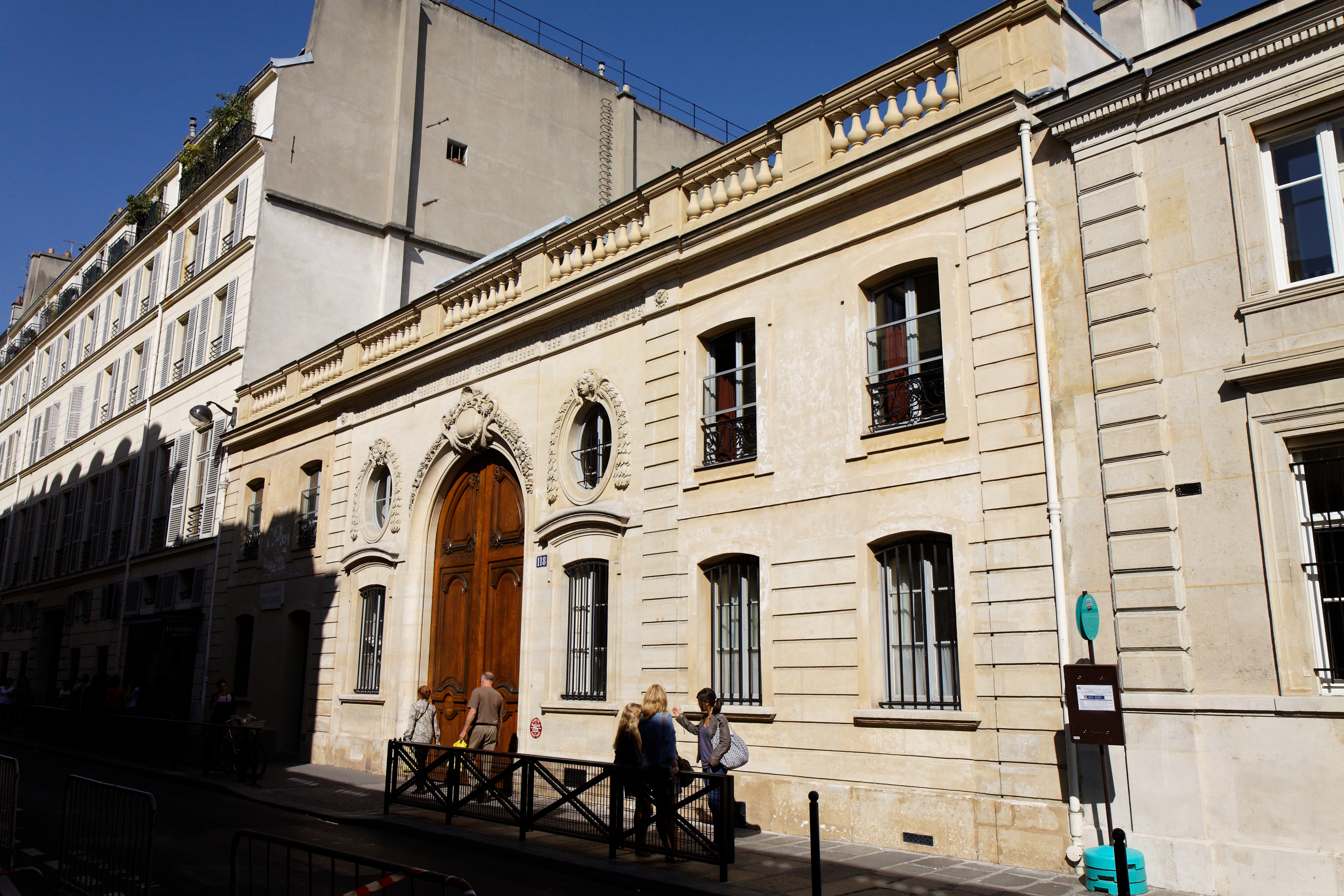
Vue globale.

### Narbonne-Pelet

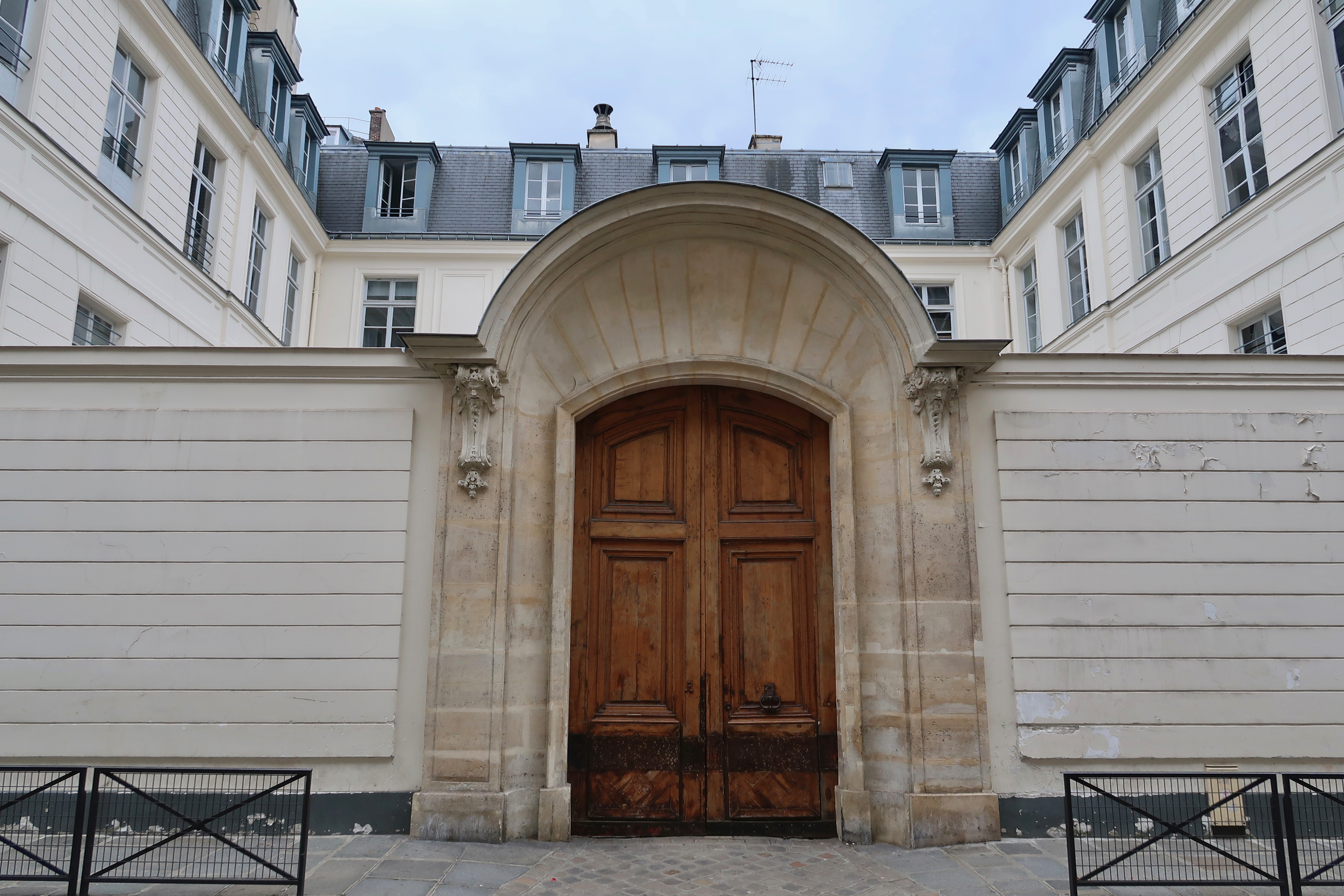
Grand portail.